# 奔向地球
《奔向地球》（日語：地球へ…）是竹宮惠子的日本科幻漫畫作品和作為原作的派生作品。漫画在第9回1978年獲得星雲賞漫畫部門賞、第25回1979年獲得小學館漫畫賞。

## 概要
於1977年1月號至1980年5月號在《月刊漫畫少年》連載。全4部構成。1995年文庫化，2006年時出到第10版。2007年4月6日出新裝版。
當初開始是以3回結束，後來用4回完成第1部。此後斷斷續續地持續3年半連載到第4部。竹宮原本打算描繪在夢中看到“流淚的哭鼠”印象的第1部，初期設定只想畫第1部短篇。
在漫畫少年連載最終回的是1980年5月號，緊接之後的1980年4月26日公開動畫電影。單行本化時，為雜誌連載的原稿添加內容做了修改。第4部被進行大幅度修改，S.D.的解釋等與雜誌連載時不同。
有廣播劇版（1979年）、動畫電影版（1980年）、電視動畫版（2007年）。

## 概略
離現代很遙遠的未來-S.D.（Superior Dominance：特殊統治體制，西曆3千幾百年）的時代。人類是由超級電腦完全的管理下，分開著教育孩子專用的行星與經營社會的成年行星。
在離開地球遠方的殖民行星亞塔那克西亞成長的少年裘米·馬其斯·辛，從「甦醒之日」（=14歲的生日）的幾天前開始做著不可思議的夢：他與兩名盲眼美少女和藍髮年輕人對話。
在「甦醒之日」接受成人檢查的途中，裘米被夢中出現的藍髮年輕人解救。其實所謂成人檢查是為了作為社會一員的適應性，在消除過去的記憶及洗腦的同時，也為了發現有超能力的新人類「繆」，從而將他們排除在社會之外。被診斷為「不合格者」（=繆）的裘米即將被抹殺掉，但在繆的幫助下，繆的船於混亂中到達並迎接了裘米。其實裘米也是繆，不過他堅韌的精神力全都不被清除，被纖細的繆認為是忍耐力強的檢查。
夢中的年輕人其實是當代的繆之領袖蘇爾贊·布魯。他們多年來一直爭取繆的人權，不過訴求一直不被實現。繆一族一邊增加朋友有統治機構的地球作為目標。裘米最初是躊躇，露出反抗心，不過與作為障礙的補充，除了有超能力以外的繆不同從作為“健常者且繆”的事，被布魯要求他成為新的蘇爾贊（繆之長的稱號）那樣，繼承布魯的記憶和精神成為“蘇爾贊·辛”。
另一方面，統治者候選受到作為"無垢人"養育，在成為執行機關「精英成員」的一員，和裘米同年的青年。他的名字叫奇斯·阿里安。與好友森姆他們不同，奇斯沒有任何受到成人檢查時的記憶和被削除的年幼記憶，在各種各樣的事情中，慢慢一邊找到自己的真面目和繆絕嗣的可能性的有無干成功路線一邊跑。
這2人的接觸，成為引起十多年也涉及的繆和人類的戰鬥和地球的新時代開幕相連的各種各樣的事件。繆和人類都引起糾紛、煩惱、感到痛苦，一邊體會悲傷，一邊投身作戰。
到底裘米他們繆是不是能走到地球（terra）......?

## 世界觀
地球在遙遠的未來因過度發展而陷入環境衰亡，人類被逼迫進行太空移民，流亡至其他星系。為避免再度犯下環境污染的錯誤，使人類陷入滅亡，殘存的人類建立所謂"特殊統治體制（S.D.）"，並賦予機械電腦「偉大母機」管理人類社會與控制人類思想的權限，預防文明因人類的貪婪而毀滅。
在特殊統治體制（S.D.）下的人類社會，制定青少年必須在十四歲時接受「成人檢查」的法規；藉由檢查青少年的腦部來加以操縱記憶與判斷體內是否具有名為「繆」的超能力因子，並依資質送往教育局接受再教育。然而具有「繆」能力的青少年無法通過成人檢查，仇視「繆」的特殊統治體制會將之殺害。於是有幸逃脫的繆加以聚集，試圖尋覓傳說中的美麗星球 - 提拉(地球)。

## 登場角色
括號内是登場之後，從最年少時到最後的年齡（只有原作）。不記載關於年齡不詳的人物。

### 繆
裘米·馬其斯·辛（聲：齋賀光希）（13歲→45歲）
正編繆側的主角。第二代蘇爾贊（Soldier）。
明亮的金髮。育英都市亞塔那克西亞出生。作為潛在的繆活到14歲。因為感情過多而好幾次都被接受了ESP檢查，不過＂沒有＂到自嘲的粗神經，多虧頑強的精神與潛在的強烈思念波穿過去。與其他繆不同的是沒有欠缺部份的健常者，從人類粗狂短暫的生命力和繆細膩兼備細長能力的存在被蘇爾贊·布魯找到，繼承僅僅餘生的他之後，變成繆的新領導人《蘇爾贊·辛》。並且繼承布魯的遺志，成為繆朝向到多年為目標的地球（terra）。
最初從那個粗暴的稟性被其他的繆們疏遠，不過經過各種各樣的訓練和學習成為領袖人物的超凡魅力性高的領導人。為了用那個超群的行動力和強大的ESP能力，經常飛出去解救朋友的危機。還有，經過各種各樣的經驗作為策士的冷靜變得非常兼備，當初從排斥他的哈雷也變得對他有「是戰士（蘇爾贊）」的高評價。為了拼命感受性豐富領導容易發出感情到表面的繆們，總結舉出。
14歲以後的外表沒有變化。途中與在納斯卡的地球軍的矛盾契機成為全失明·失聲·失聰，從此以後只能用心靈感應交流著（TV動畫版避免著那些喪失）。
適應了長老們必須用ESP能力屏障的行星納斯卡的稀薄空氣與那個堅韌的肉體精神力。還有只有對室內強烈的能源，即使是長老們和托尼也提高那樣的哀鳴聲，也適應了地球的S.D.為體制被舖的特別單人房。
被斷絕納斯卡與平安有效的道路，不能拯救很多同胞的悲劇，讓他一邊繞遠路，一邊也重新認識到《回到地球的》的重要性。
被破壞咫尺之前的偉大母機所支配精神的奇斯射死。最後的話「奇斯，地球就拜託你」。可是之前精神從肉體分離，接受使電腦地球停住的奇斯的「你在那裡吧?正是這次殺死我!」的話，使裘米不伴隨痛苦地殺他。
TV動畫版布魯為了救失控的自己而耗費全力後沉睡。雖然蘇爾贊的位置是布魯指定，但在繆族中依然有人對此感到不滿。
TV動畫版對人類無須「偉大母機」指引就能朝向未來與繆族能導引著人類前進的想法，最終亦感動了奇斯：「在盒子（潘朵拉之盒）的下面，還留著希望」。
有關名字的來源是原作者所讀的科幻小說《斯蘭》（范·沃格特作品）的主角。
蘇爾贊·布魯（Soldier Blue，聲：杉田智和）（14歲→約300歲）
第一代蘇爾贊（Soldier）。
在繆中活得最長，是作為繆的領導人。體質虛弱，有聽力障礙。TV動畫版是銀髮紅眼，片頭曲1的開頭出現時是藍眼，關於這一點，原作者說沒有正確的決定。助聽器被記錄著他的記憶，之後託付給裘米。一般認為作為繆活了三世紀，不過只能認為是保持著少年的外表。稱是在全體繆上想顯示年輕的傾向。
向裘米宣告成人檢查時有發生繆的原因，坦白著自己作為實驗體，持續度過悲慘的每一天。壽命終結之前託付給裘米那個意思，使裘米的能力開花。剩下對回到地球很強的思念在亞塔那克西亞逝世，不過死後還在裘米的心中繼續生動（因裘米意識繼續）。以有時被束縛的姿態在裘米的心裡登場，是作為實驗體時的他的身姿。
TV動畫版為了盡量讓多一個繆從納斯卡逃脫而潛入行星破壞系統·梅基德。以性命來換取破壞了這個。再者，這時被留下的耳機型助聽器成為唯一的遺物，作為“蘇爾贊證明”被裘米繼承。
名字的來源是在「Terra Fes 2007」的從原作者評語的「射擊蘇爾贊·布魯的男人」這個電影。與這個由原作者混淆和類推的《soldier Blue (藍衣騎兵隊)》和《射擊自由·平衡的男人》這兩套美國電影。
托尼（聲：杉山紀彰）（0歲→22歲）
橙色的頭髮和眼睛。TV動畫版是粉紅色的頭髮和眼睛。
第一個繆在納斯卡以自然分娩方式誕生的孩子，之後被稱呼為以他為中心的「納斯卡之子」。稱裘米為爺爺。母親是卡莉娜，TV動畫版的父親是尤依。三歲時處於假死狀態，之後急速成長約12歲的身姿，最後完全成長為成人的身姿。
在納斯卡事件中覺醒成為具有強大超能力的繆。
TV動畫版第24集中，裘米在去世前將耳機（蘇爾贊的象徵）託付給托尼，任命其成為第三代蘇爾贊，並請求托尼與人類共同保護地球以阻止偉大母機的破壞，阻止托尼前去救他。而奇斯去世前亦希望托尼幫他傳話給全人類：「人類要和繆族攜手前進」。最終在耳機中，傾聽到裘米的心聲與想法，了解到人類與繆族作為「人」生命的真正涵義。
菲西斯（聲：小林沙苗）（15歲→96歲）
淡金色的過腳長髮。盲眼的美少女占卜師，使用塔羅牌預知未來。
50年前被布魯救出。
跟奇斯擁有相同的記憶。
身為實驗失敗品的緣故，眼睛無法看見和睜開。
里奧（聲：浪川大輔）
繆的一人。有先天性的語言障礙，用心靈感應會話。
在小的時候能力就已經覺醒了。
於裘米成人檢查時駕駛飛機救了他。
船長哈雷（聲：小杉十郎太）
繆的長老之一。宇宙船的船長。
卡莉娜（聲：久保紗百合）（7歲→19歲）
托尼的母親。S.D.577年，在紅色的行星納斯卡，是第一個以母體懷孕而自然分娩生下孩子的繆。平時在保育部擔任護士。
從第一次見到裘米時便領會他所說的與「媽媽」的人的存在以來，一直懇切地請求著想成為母親。
感到被奇斯攻擊而使自己成為了假死狀態的托尼「死了」，使她刺激過度爆發思念波後失控致死。
金（聲：柿原徹也）
香格里拉（原作是繆的船內）的孩子之一。
尤依（聲：波多野和俊）
TV動畫版原創角色。香格里拉的孩子之一。托尼的父親，因同伴的粗心大意遭太空船撞傷意外身亡。
從竹宮作品（《聚集日》、《並且聚集日。》等）中借用了登場的超能力者·水凪結惟的造型。

### 人類
奇斯·阿里安（聲：子安武人）（15歲→45歲）
正編人類側的主角。為人類共和軍的精英成員，被人戲稱為「機械的寵兒」。
和森姆、史薇娜、斯洛爾都是教育局E-1077的同期生，尤其森姆是他的摯友。
加入國家騎士團，之後依戰時緊急法成為人類國家主席，率領人類統一軍積極掃蕩繆族。
關·雷·斯洛爾（聲：井上麻里奈）（15歲）
和奇斯同樣住在空間基地的少年。育英都市艾尼爾格伊亞出生的7月等級（7月出生）。
懷疑奇斯是機器做出來的傀儡。
TV動畫版在小時候與裘米的意念體有過接觸，深信彼得潘會帶他去永恆島。為體內含有繆因子的人類。
最后试图乘飞船逃跑，但被奇斯追击击落。
森姆·休斯頓（聲：羽多野涉）（15歲→45歲）
裘米的兒時玩伴，通過成人檢查後，進入教育局E-1077。
和奇斯是同期生。畢業後在任務中發生意外，喪失成人檢查後的記憶。最後死於急性肺炎。
史薇娜（聲：增田雪）（15歲）
奇斯的同期生，棣屬於教育局E-1077精英路線的少女。TV動畫版以史薇娜·達頓（15歲→45歲）的名字登場，比原作活躍很多。
誰都覺得她會成為精英成員，但卻和空中港的工程師墮入愛河結婚。最後從精英路線轉到普通路線，離開E-1077。
TV動畫版是裘米與森姆的兒時玩伴，同時都是奇斯在空間站的友人。愛上奇斯破滅，與原作同樣為結婚而離開空間站。離婚後成為記者，挖掘有關莫比迪的新聞。
喬那·瑪卡（聲：高城元氣）（17歲→39歲）
身分其實是繆族，純靠運氣通過成人檢查。進入國家騎士團後曾多次保護奇斯，瑪卡願意追隨奇斯的原因是他發現奇斯有一顆溫柔的心。
最后，因救奇斯阻挡了托尼对奇斯的最后一击而亡。
克雷普·瑪多克（聲：成田劍）
TV動畫版原創角色。

## 用語
S.D.（Superior Dominance―特殊統治體制）
以機械方式對生命進行管理的體制。成立的目的是因為地球的環境污染所得到的教訓。在這個體制下，生命是透過試管人工受精，並透過人工子宮成長，並指定養父母撫養到成人檢查。
殖民行星
已被人類殖民且控制的行星，分佈在宇宙各處。
育英都市
主要是給予未合符年齡去接受成人檢查的人及其養父母居住的都市。
成人檢查
在SD體制下，所有剛滿14歲的人需要接受成人檢查，以測定受檢者是否存有繆族因子，一旦發現受檢者存有繆族因子，會立刻秘密地射殺受檢者。
另外成人檢查會影響受檢者在成人檢查前的記憶，成人檢查後，受檢者在成人檢查前的記憶大部分會漸漸失去。
ESP檢查
感情過多的孩子，S.D.所說的有給體制的批判反抗思想的孩子，被認為好像是與繆一樣有超能力的孩子進行檢查。由於從電腦被傳送的思念波到處能調查深層心理判斷是不是繆。
關於繆，因為精神纖細，不能承受這個檢查。
繆

蘇爾贊
把宇宙飛船香格里拉作為中心繆們團體的首領的尊稱。第一代布魯、第二代裘米。TV動畫版為第三代托尼就任。
哭鼠

教育站
教育通過成人檢查的「16歲的成年地球人」的機關。為從各自的殖民行星帶來，精神不穩定的少年少女們的集體基本的S.D.施給的教育之後，按性別．出生的月份分配集體教育。
存在著「精英路線」和「普通路線」二個種類的站，教育期間是各自2年。少年少女們在站的母親·電腦的管理下度過生活。要從普通路線變更為精英路線是不可能，不過要從精英路線變更為普通路線作為特例有可能被容許。被主要的特例戀愛舉出。變更路線能承認的話，在普通路線從最初2年受到作為普通人的教育。
無垢人
不被感情和思想左右，通過大母親完全的《支配》在原來的自我決定完全能統治地球人的事。為大母親直接連結的各「站」，創造著成為候選人的實驗體。從蛋白質與基因體被創造的他們，在人工子宮中被培育到15歲，在腦內直接被印上"知識"。對實驗體相同，是地球的外表和太陽系，銀河系的理想。
可是，產生著只有到普通人和肉體及精神引起障礙的人，那樣的存在會被處分。
普通人
成人檢查後，被分配到「普通路線」，接受作為普通人學習的人。也如地球在殖民行星作為普通人生活，結婚的人在育英城市成為養父母，養育在人工受精誕生的孩子直到成人檢查日。
下列的"精英"由母親和地球政府上層的指示對開動，普通人由於被稱為母親的直轄下有的「環球控制」組織的指示行動。
精英
成人檢查後，被分配到「精英路線」，接受作為精英教育的人。不被下列“精英成員”選中的這個相當於994人。
從屬於地球及那個屬下有的組織，上層的指示的原來，從軍人、醫生和學者等的職業。可是絕望的不可能向超過精英成員的水平晉升。
精英成員
根據各「站」被進行的定員1000人的「精英路線」教育結果中選出6人的上位者。除了能選擇在軍部還是成為參謀是去政治中樞以外，還能得到去地球定居這樣的特權。
TV動畫版人類SD政府的精英軍人，其手部敬禮動作有別於普通軍人，是右手拍向左胸。制服顏色主要是深紅色。
行星納斯卡
人類移民失敗所捨棄的行星。有雙重太陽系，天空的顏色是紅色。第2部是裘米的指揮的原來，繆們悄悄地生活著。繆們在那裡努力農活，忘記潛藏在到迫害朝夕黑暗地下的每天過著和平的生活。
在被進行的行星，在托尼的故鄉也有由母胎的繆誕生孩子。在這個星球出生的孩子們是有9人，全體人員擁有突出的ESP能力，被舊世代的繆稱作「納斯卡之子」。
由於奇斯所帶領的國家騎士團的攻擊而滅亡。
TV動畫版在裘米的提議下，第一顆為繆族所殖民的行星，但被SD政府發現且受到行星毀滅兵器『梅基德』的攻擊，地表受到破壞，最後被迫放棄該行星。前身為被人類廢棄的殖民行星——基爾貝斯塔7(Silvest 7)。
地球國家元首
地球及為那個追隨的行星國家的最高統治者。200年之間，坐上那個座位的人不在。
梅基德
TV動畫版原創的行星毀滅兵器，原本是為了方便改造行星而研發的技術，但之後被改良成國家騎士團的武器。
其威力可以把把行星內核破壞，並由行星另一面射出，而其殘存的能源可以破壞第二顆行星。

## 廣播劇版
只有原作第一部被廣播劇化。在1979年7月23日至7月28日，題名「NHK-FM夏季特集·立體聲連環畫」於NHK-FM頻率廣播。
| 工作人員 - 腳色 - 仲倉重郎 - 演出 - 郡司雄彥 - 効果 - 大八木健治·原口哲·菅野秀典 - 技術 - 太田時雄·星野雄一 | 聲音演出 - 裘米·馬其斯·辛 - 富山敬 - 蘇爾贊·布魯、旁白 - 石原良 - 菲西斯、裘米的母親、母親·電腦 - 池田昌子 - 哭鼠（7月25日播出） - 竹宮惠子 |

## 動畫電影版
東映動畫製作，於1980年4月26日上映，也是竹宮作品的首度映像化。由於導演恩地日出夫並無執導動畫的經驗，也使本片成為頗受爭議之作。但原作者竹宮惠子也曾提到：「在我的作品中《奔向地球》知名度最高，或許是因為拍成動畫的關係」。
電影版增加了原作沒有的愛情故事和戰鬥場景，呈現出與原作截然不同的氛圍。作者竹宮惠子在被問起這件事時，則表示「因為同意拍成電影當時就覺得會拍成完全不同的作品，因此完全不在意」。另外主要角色的配音，亦選用了不少有名的演員。
與原作的不同之處：
- 地球（terra）的命運。從故事高潮到結果的展開，與原作大為不同。
- 托尼變成了裘米和卡莉娜之間所生的孩子。因此將卡莉娜的年齡設定增高。
- 繆陣營的宇宙船、戦闘機採海洋生物與曲線風設計，地球陣營則採機械風、直線式設計。

### 製作人員
- 導演 - 恩地日出夫（日语：恩地日出夫）
- 編劇 - 恩地日出夫、鹽田千種
- 動畫演出 - 笠井由勝
- 角色設計、作畫監督 - 須田正己
- 機械設計 - 冰魚章（日语：ひおあきら）、須田正己 等
- 音樂 - 佐藤勝（日语：佐藤勝）
- 製作 - 東映動畫

### 聲音演出
| - 裘米·馬其斯·辛 - 井上純一 - 奇斯·阿里安 - 沖雅也 - 蘇爾贊·布魯 - 志垣太郎 - 菲西斯 - 秋吉久美子 - 喬耶·瑪卡 - 藥師丸博子 - 托尼 - 古谷徹、川島千代子（小孩時代） - 關·雷·斯洛爾 - 神谷明 - Grand Mother - 岸田今日子 - Computer Terra - 久松保夫 - Terras Number5 - 增山江威子 - Mother Eliza - 池田昌子 - 卡莉娜 - 小山茉美 - 森姆·休斯頓 - 石丸博也（為DVD講解手冊訂正報道） - 里奧 - 三景啟司 - 阿魯范雷特 - 鹽屋翼 | - 船長哈雷 - 野田圭一 - 積爾機關長 - 柴田秀勝 - 克范艇長 - 戶谷公次 - 醫生 - 八奈見乘兒 - 艾拉 - 野口菫 - 爸爸 - 田中崇 - 媽媽 - 藤田淑子 - 教授 - 北川國彥 - 繆的少年A - 間嶋里美 - 繆的少年B - 鈴木富子 - 警官 - 佐藤正治 - 護士 - 中谷有美 - 白衣男子 - 岸野一彥 - 聲優秀競賽冠軍 - 砂子弘美、木内一裕 |

### 主題曲
片頭曲
「奔向地球（Coming Home To Terra）」
作詞 - 龍真知子 / 作曲 - 小田裕一郎 / 編曲 - 川上了 / 歌 - 
片尾曲
「愛的行星（All We Need is Love）」
作詞 - 龍真知子 / 作曲 -  / 編曲 - 、岸本博 / 歌 - 
- 唱片公司 - 日本古倫美亞

## 電視動畫版
日本於2007年4月7日到9月22日在每日放送制作．TBS系列播映。全24話。
Animax於2008年11月10日開始於新加坡、菲律賓播出，香港Animax於2008年11月17日開始播出，而臺灣Animax於2009年2月21日起每週六晚上11點至12點播出二集。

### 和原作的不同點
- 原作中因為繆族身體脆弱好像里奧這樣而安裝假手的人大有人在，不過動畫版除了教授之外就沒有這樣的設定了。
- 長老的性別有改變。除了金和卡莉娜以外，還有設定孩子們的名字。
- 給繆族的母船加上「香格里拉」這個名字。
- 原作和電影版中繆的母船是隱藏在地下深處，不過動畫版的香格里拉隱藏在雲海中待機著。
- 布魯的死法不同。
- 描繪裘米和當時10歲的斯洛爾交流。
- 育英都市艾尼爾格伊亞與育英都市亞塔那克西亞是在同一行星亞爾特米西亞上。
- 在教育站的教育期間是四年。
- 斯洛爾被認為是繆。還有增加尋求彼得潘＝裘米，憧憬永恆島這樣新的設定。
- 奇斯出生的秘密，在動畫版行星納斯卡被破壞後，奇斯依照大地之母的命令返回被遺棄的教育站時得知。
- 向觀眾的公開收集名字，給原作中沒有名字的哭鼠取了雷恩這個名字。
- 在納斯卡戰的犧牲者只有拒絕逃出納斯卡的金、哈羅德等一部分的小組。
- 裘米的養父的全名是威廉·辛，養母則是瑪莉亞·辛。
- 原作納斯卡之子的戰死者是亞兒蒂拉與達奇安，TV動畫版是亞兒蒂拉和可布和笪吉恩。
- 結局與原作多少有差異。
- 不存在Computer Terra。
- 存活的地球人民全部向宇宙避難，地球在沒有人類的狀態下自然恢復。
- DVD版是結尾之後追加了貌似是裘米和奇斯轉生的兩位少年相遇的終章。

### 製作人員（電視動畫）
- 原作 - 竹宮惠子
- 企劃 - 竹田青滋（日语：竹田靑滋）、上木則安、夏目公一朗
- 監督、音響監督 - 山崎理
- 副監督 - 吉田英俊
- 角色設計 - 結城信輝
- 理念設計 - 出淵裕（日语：出渕裕）
- 機械工設計 - 石津泰志、柳瀨敬之、松本秀幸
- 顯示器設計 - 佐山善則（日语：佐山善則）
- 科幻考証 - 堺三保（日语：堺三保）
- 美術監督 - 吉原俊一郎
- 美術設定 - 藤瀨智康、鹽澤良憲（1話）
- 色彩設計 - 金丸裕子
- 攝影監督 - 廣岡岳
- 3D導演 - 早崎龍生
- 編集 - 福田豐
- 音樂 - 高梨康治
- 音樂監督 - 原田扶美子
- 音設計 - 山田稔
- 音樂製片人 - 篠原廣人、木村唯人
- 動畫製片人 - 青木清光
- 製片人 - 諸富洋史（日语：諸冨洋史）、林田師博、阿部愛
- 動畫製作生產 - 南町奉行所（日语：南町奉行所 (アニメーション制作会社)）、
- 製作 - 毎日放送、Aniplex

### 主題曲（電視動畫）
片頭曲
「endscape」（第1話 - 第13話）
作詞・作曲：TAKUYA∞ / 編曲 - UVERworld&平出悟 / 歌·演奏 - UVERworld
- Label - Sony Music Records Inc.

「JET BOY JET GIRL」（第14話 - 第24話）
作詞 - 高橋瞳、mavie / 作曲·編曲 - TAKUYA / 歌 - 高橋瞳
- Label - Sony Music Records Inc.

片尾曲
「Love is...」（第1話 - 第13話）
作詞·作曲 - Miliyah / 編曲 - 3rd Productions / 歌 - 
- Label - MASTERSIX FOUNDATION

「This Night」（第14話 - 第24話）
作詞·作曲 - 谷口尚久 / 編曲 - Tomokazu“T.O.M”Matsuzawa / 歌 - CHEMISTRY
- Label - DefSTAR Records

### 各話標題
| 電視台播放順序 | 標題（中文翻譯）   | 標題（日文原文） |
| -------------- | ------------------ | ---------------- |
| 第1話          | 甦醒之日           |                  |
| 第2話          | 缪之船             |                  |
| 第3話          | 阿塔拉科西亚       |                  |
| 第4話          | 从宇宙中归来       |                  |
| 第5話          | 死的跳跃           |                  |
| 第6話          | 空间站E-1077       |                  |
| 第7話          | 叛逆的斯洛爾       |                  |
| 第8話          | 颤动的心           |                  |
| 第9話          | 无法传达的感想     |                  |
| 第10話         | 逃亡的星球         |                  |
| 第11話         | 納斯卡之子         |                  |
| 第12話         | 孤独的缪           |                  |
| 第13話         | 星球中的潜藏者     |                  |
| 第14話         | 同样的记忆         |                  |
| 第15話         | 變动的预兆         |                  |
| 第16話         | 赤之瞳 苍之星      |                  |
| 第17話         | 永远与阳炎         |                  |
| 第18話         | 再会的阿尔特米西亚 |                  |
| 第19話         | 各自的地方         |                  |
| 第20話         | 决战前夕           |                  |
| 第21話         | 星尘的记忆         |                  |
| 第22話         | 凋零的生命         |                  |
| 第23話         | 奔向地球           |                  |
| 第24話         | 地球的绿丘         |                  |

### 播放電視台
日本深夜動畫：下文記載的日本国内播放時間使用日本標準時間（UTC+9）表示。因為部分時間标识會採用30小时制，因此請留意这类超过24:00的时间，其實際播放時間為翌日清晨。
| 電視台         | 播放期間                       | 播放時間（UTC+9）                                                           |
| -------------- | ------------------------------ | --------------------------------------------------------------------------- |
| MBS、TBS系列   | 2007年4月7日 - 9月22日         | 星期六 18:00 - 18:30                                                        |
| GyaO           | 2007年4月9日 - 10月1日         | 星期一 12:00 - 12:30                                                        |
| BANDAI CHANNEL | 2007年4月9日 - 10月1日         | 星期一 12:00 - 12:30                                                        |
| SBS、RCC       | 2007年4月14日 - 9月29日        | 星期六 17:30 - 18:00                                                        |
| ANIMAX (日本)  | 2007年5月12日 - 10月27日       | 星期六 23:00 - 23:30                                                        |
| KIDS STATION   | 2007年5月14日 - 10月29日       | 星期一 24:00 - 24:30                                                        |
| TOKYO MX       | 2007年10月13日 - 2008年3月22日 | 星期六 22:30 - 23:00（第1 - 12集） 星期六 17:00 - 17:30（第13 - 24集）      |
| TBS CHANNEL    | 2009年3月2日 - 4月13日         | 星期一 - 星期五 18:30 - 19:00 3月30日 - 4月3日是因為特別編成停播 （有重播） |

| 電視台 | 播放期間                      | 當地播放時間                     |
| ------ | ----------------------------- | -------------------------------- |
| ANIMAX | 2008年11月17日 - 2009年2月2日 | 星期一 22:00 - 23:00（二集連播） |
| ANIMAX | 2009年2月21日 - 5月10日       | 星期六 23:00 - 24:00（二集連播） |

## CD
收錄了電視動畫中出現的所有插曲及主題曲，其中Original Soundtrack 2還收錄了劇場版主題曲「奔向地球Coming Home To Terra」。
- 奔向地球 Original Soundtrack
- 奔向地球 Original Soundtrack 2

## 外部連結
- 電視動畫官方網站 （页面存档备份，存于）（Aniplex）（日語）
- 電視動畫官方網站 （页面存档备份，存于）（毎日放送）（日語）
- 電視動畫官方網站 （页面存档备份，存于） （TOKYO MX）（日語）
- BANDAI頻道 （页面存档备份，存于）（日語）
- 恩地日出夫監督 談劇場版「奔向地球」 （页面存档备份，存于）（日語）
- GFantasy Website 奔向地球 -月刊G幻想官方網站（日語）

| TBS/MBS 星期六18:00—18:30 | TBS/MBS 星期六18:00—18:30         | TBS/MBS 星期六18:00—18:30 |
| ------------------------- | --------------------------------- | ------------------------- |
|                           | 奔向地球 （2007年4月7日—9月22日） |                           |
| 天保異聞 妖奇士           | 機動戰士GUNDAM 00（第一季）       |                           |

| 臺灣 Animax 星期六 23:00-24:00 節目 | 臺灣 Animax 星期六 23:00-24:00 節目     | 臺灣 Animax 星期六 23:00-24:00 節目 |
| ----------------------------------- | --------------------------------------- | ----------------------------------- |
|                                     | 奔向地球 （2009年2月21日－5月10日）     |                                     |
| 黑之契約者                          | 交響情人夢                              |                                     |
| 星期一至五深夜 26:00-27:00 節目     |                                         |                                     |
| 極速攝殺 重播                       | 奔向地球 重播 （2009年6月5日－6月20日） | 奇幻旅程 重播                       |
| 曙光少女 重播                       | 奔向地球 重播 （2009年9月4日－9月19日） | 黑之契約者 重播                     |
| 星期六 06:00-07:00 節目             |                                         |                                     |
| 銀盤萬花筒 重播                     | 奔向地球 重播 （2009年11月28日－）      | —                                   |